# Yéréré
Yéréré est une  commune rurale malienne, située dans le pays de la Kinguis, de l'arrondissement central de Nioro, dans le cercle de Nioro du Sahel, région de Nioro du Sahel. 

## Géographie
S’étendant sur une superficie de 300 km2, la commune de Yéréré est frontalière la Mauritanie au nord et limitrophe des communes de Guétéma et Nioro.
Bénéficiant d’un climat de type sahélien, marqué par une saison sèche et une saison des pluies, la pluviométrie annuelle est comprise entre 350 et 550 mm de pluies par an. Les cours sont asséchés pendant la saison sèche.
Le sol est constitué de plateaux schisteux recouverts de sols sableux d’origine éolienne et contient du fer.

## Histoire
Yéréré est au centre du royaume Diawara du Kingui, royaume soninké qui s’étendait sur 200 000 km2 à son apogée.
La commune de Yéréré a été créée en 1996.

## Population
La population de la commune est de 16 500 habitants, soit une densité de 54 habitants par km2. Les principales ethnies sont les soninkés, les peuls et les maures.

## Villages
La ville regroupe dix villages : Yéréré, Boulou Rangabé, Nomo  Kamané Kaarta, Kouroukéré, Boulou Mourgoula, Korokodio, Djinthié, Boulou Abeïdatt, Diébaly.
La commune s'étend sur 10 localités relevées lors du recensement général de 2009. 
Les villages les plus peuplés sont :
- Yéréré (3 764 habitants) ;
- Nomo (2 317 habitants) ;
- Kouroukere (2 135 habitants).

## Économie et transport
La plupart des habitants sont des paysans qui cultivent de façon rudimentaire sans équipement moderne. L’élevage et la pêche sont également pratiqués. Quelques artisans (cordonniers, forgerons) sont présents.
Les villages sont reliés entre eux par des pistes.

## Équipement
La commune de Yéréré est équipée d’un centre de santé communautaire à Yéréré et d'un centre secondaire à Kouroukéré. Trois écoles dispensent le premier cycle d'enseignement fondamental à Yéréré, Nomo et Kouroukéré et le second cycle à Yéréré. Un centre d'éducation au développement existe dans le village de Djinthié.

## Politique
| Année        | Maire élu     | Parti politique |
| ------------ | ------------- | --------------- |
| 1999 et 2004 | Mady Fofana   | ADEMA           |
| 2009         | Gagny Diawara | ADEMA           |